# 도리데시
도리데시(일본어: 取手市)는 일본 이바라키현 남부에 있는 시이다.

## 지리
간토평야에 위치하고 도네강과 고카이강에 접한다. 이 때문인지 일찍부터 수해가 많았다. 현재도 남서부의 대지를 제외하면 많은 부분이 침수의 위험성이 있다. 그러나 최근에는 도네강, 고카이강 등의 제방 고기능화로 하천 범람에 의한 침수 피해는 거의 없어졌다. 한편 집중호우로 시내의 저지 등에서는 도로가 일부 침수하는 등의 피해가 일어난다.

### 인접하는 지자체
- 이바라키현
  - 쓰쿠바미라이시, 류가사키시, 모리야시, 기타소마군 도네정
- 지바현
  - 아비코시, 가시와시

## 역사
- 1889년 - 시정촌제 시행으로 도리데역과 다이슈쿠촌이 합병해 기타소마군 도리데정이 되었다.
- 1970년 10월 1일 - 시로 승격하였다.
- 2005년 3월 28일 - 기타소마군 후지시로정을 편입하였다.

## 교통

### 철도
- 동일본 여객철도 조반선
- 간토 철도 조소선

### 도로
- 국도 제6호선
- 국도 제294호선

## 인구
| 연도 | 인구    | ±%     |
| ---- | ------- | ------ |
| 1950 | 32,699  | —      |
| 1960 | 35,188  | +7.6%  |
| 1970 | 56,596  | +60.8% |
| 1980 | 97,715  | +72.7% |
| 1990 | 114,409 | +17.1% |
| 2000 | 115,993 | +1.4%  |
| 2010 | 109,625 | −5.5%  |